# Envelopp

Konstruktionen av enveloppen av en kurvfamilj.

Inom geometrin definieras enveloppen till en given kurvmängd som en kurva som i varje punkt tangerar någon av kurvorna i mängden, och som dessutom tangerar alla kurvor någon gång.